# Гараж Совета народных комиссаров
Гараж Совета народных комиссаров – здание в районе в Тверском районе Центрального административного округа города Москвы, расположенное по адресу ул. Каретный Ряд, д. 4.

## Архитектура
Здание гаража сконструировано и построено архитекторами Г. П. Гольцем и В. Н. Третьяковым во второй половине 1920-х годов.
Здание решено в авангардном (конструктивистском) стиле, а архитектор Г. П. Гольц в момент создания гаража состоял членом архитектурного общества ОСА.
Здание является первым в Москве двухэтажным гаражом. Первый этаж продолжается по спирали вторым этажом, причём объём второго этажа поднят «на ножках». Здание имеет круглые и прямоугольные окна. Пластика здания была нова для 1920-х годов, что отражало поиск архитекторами новых форм для новых в функциональном отношении зданий.

## История
По соседству с гаражом находится особняк купцов Марковых, в котором в 1920-е годы жил режиссер К. С. Станиславский. Когда в здании была организована контора транспортной комиссии Совнаркома, он был вынужден оставить особняк, переехав в Леонтьевский переулок. Вскоре после этого в непосредственной близости от особняка был построен гараж. Существуют указания на то, что какое-то время транспортная комиссия и К. С. Станиславский пользовались одним зданием одновременно.